# Радоше
Радоше (пол. Radosze) — село в Польщі, у гміні Барцяни Кентшинського повіту Вармінсько-Мазурського воєводства.
Населення — 201 особа (2011).
У 1975-1998 роках село належало до Ольштинського воєводства.

## Демографія
Демографічна структура станом на 31 березня 2011 року:
|          | Загалом | Допрацездатний вік | Працездатний вік | Постпрацездатний вік |
| -------- | ------- | ------------------ | ---------------- | -------------------- |
| Чоловіки | 110     | 27                 | 80               | 3                    |
| Жінки    | 91      | 17                 | 57               | 17                   |
| Разом    | 201     | 44                 | 137              | 20                   |